# Котович Володимир
Володимир Котович (12 жовтня 1877, с. Демня, тепер Тростянецька сільська громада, Стрийський район, Львівська область — 19 липня 1948, с. Берхтесгаден) — український військовий діяч. Отаман Української Галицької Армії.

## Життєпис
Закінчив Ягеллонський університет у Кракові. Учителював у м. Стрий, був членом товариства «Просвіта» і «Взаємна поміч українського вчительства» від 1905 року. Співзасновник місцевого осередку спортивного товариства «Сокіл».
Під час Першої Світової війни — майор австро-угорської армії. Очолював табір для військовополонених українців — вояків російської армії у місті Яворові, де організував хор, оркестр та театральний гурток. 
Після проголошення ЗУНР — отаман УГА, комендант Стрийської окружної військової команди УГА. Брав участь у боях із поляками та більшовиками. Деякий час мешкав у таборах для інтернованих вояків УГА у Чехословаччині, згодом повернувся до Стрия.
Був співзасновником і адміністратором філії музичного інституту в Стрию. Зробив значний внесок у його становлення та розвиток, також працював вчителем жіночої семінарії в Стрию, був учасником «Бояну», заступником диригента, організатором оркестрів.
Від 1939 шкільний інспектор, під час німецької окупації, помічник коменданта Стрия. 1943 виїхав до Німеччини, від 1945 проживав у таборі для переміщених осіб «Орлик» у Берхтесґадені.
Помер 19 липня 1948 року.

## Праці
- Спогад «Два перші дні на Великій Україні». Опубліковано 15 березня 1921 року в газеті «Український стрілець» (пресова квартира при українській бригаді в Німецькому Яблонному)[1].